# Yuen Wah

Yuen Wah ( cantonés:元華, transliteración:Yuen Wah, mandarín: Yuán Huá) es un actor y coreógrafo de artes marciales chino, nacido el 2 de septiembre de 1950.

## Biografía
Yung Kai Chi (容繼志) empezó su adiestramiento de niño en la escuela de ópera de Pekín de los "Siete Pequeñas Fortunas" del maestro Yu Jim Yuen bajo el nombre artístico de Yuen Wah junto a otros niños como Yuen Biao, Yuen Kwai (Corey Yuen), Yuen Chu (Sammo Hung) y Yuen Lu (Jackie Chan). Entre los niños se cimentó una férrea amistad que perduraría durante muchos años. Al igual que sus compañeros, pronto empezó a trabajar en pequeños papeles en el cine, destacando The Eighteen Darts en 1966. Tras muchos trabajos de extra y especialista cinematográfico, a mediados de la década de los 70 fue contratado por la compañía Shaw Bros. para la que fue ascendiendo de extra y actor de reparto a coreógrafo en 1981. En el legendario film Enter the Dragon de 1972 fue el doble de Bruce Lee en la escena inicial del salto de la victoria fente a los monjes Shaolin y el impresionante Backflip contra O'Hara. Cuando Shaw Bros. quebró a mediados de la década de los 80, Yuen se reunió con sus compañeros de la ópera de Pekín en una serie de películas de acción, generalmente colaborando en la coreografía e interpretando papeles de villano. En 2005 ganó el Hong Kong Film Award al Mejor Actor de Reparto por Kung Fu Sion de Stephen Chow.